# Накаяма Масасі
Накаяма Масасі (яп. 中山 雅史, нар. 23 вересня 1967, Сідзуока) — японський футболіст.

## Виступи за збірну
1990 року дебютував в офіційних матчах у складі національної збірної Японії. Відтоді провів у формі головної команди країни 53 матчі.

## Статистика виступів
| Збірна Японії | Збірна Японії | Збірна Японії |
| Роки          | Ігри          | голи          |
| ------------- | ------------- | ------------- |
| 1990          | 1             | 0             |
| 1991          | 0             | 0             |
| 1992          | 6             | 3             |
| 1993          | 8             | 4             |
| 1994          | 0             | 0             |
| 1995          | 4             | 1             |
| 1996          | 0             | 0             |
| 1997          | 2             | 2             |
| 1998          | 10            | 4             |
| 1999          | 1             | 0             |
| 2000          | 7             | 6             |
| 2001          | 8             | 1             |
| 2002          | 3             | 0             |
| 2003          | 3             | 0             |
| Усього        | 53            | 21            |

## Титули і досягнення
- У складі збірної:
  - Чемпіон Азії: 1992
- Клубні:
  - Чемпіон Японії: 1997, 1999, 2002
  - Володар Кубка Імператора: 2003
  - Володар Кубка Джей-ліги: 1998
  - Володар Суперкубка Японії: 2000, 2003, 2004
  - Переможець Ліги чемпіонів АФК: 1998-99
  - Володар Суперкубка Азії: 1999
- Особисті:
  - у символічній збірній Джей-ліги: 1997, 1998, 2000, 2002
  - Найкращий бомбардир Чемпіонату Японії: 1998, 2000
  - Футболіст року в Японії: 1998